# فيرونيكا هنري
فيرونيكا هنري (بالإنجليزية: Veronica Henry)‏‏ (1963 - ) كاتبة سيناريو، وروائية من المملكة المتحدة.

## روابط خارجية
- فيرونيكا هنري على موقع IMDb (الإنجليزية)
- فيرونيكا هنري على موقع ديسكوغز (الإنجليزية)
- فيرونيكا هنري على موقع قاعدة بيانات الفيلم (الإنجليزية)